# 幽霊屋敷
幽霊屋敷（ゆうれいやしき、英: haunted house）は、幽霊が出ると言われている屋敷のこと。お化け屋敷とも言われる。
「お化け屋敷」という用語は遊園地やテーマパークにある娯楽施設で用いられることが比較的多いので、最初から娯楽施設として造られた建物についてはお化け屋敷の記事において記述し、本記事では実際に出没するとされる建築物について記述する。

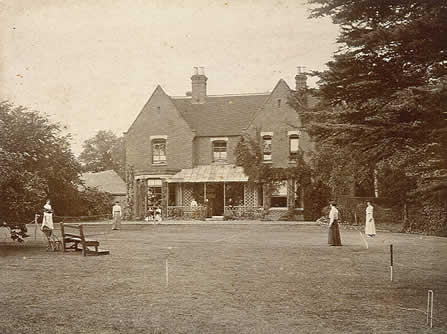
ボーリー牧師館

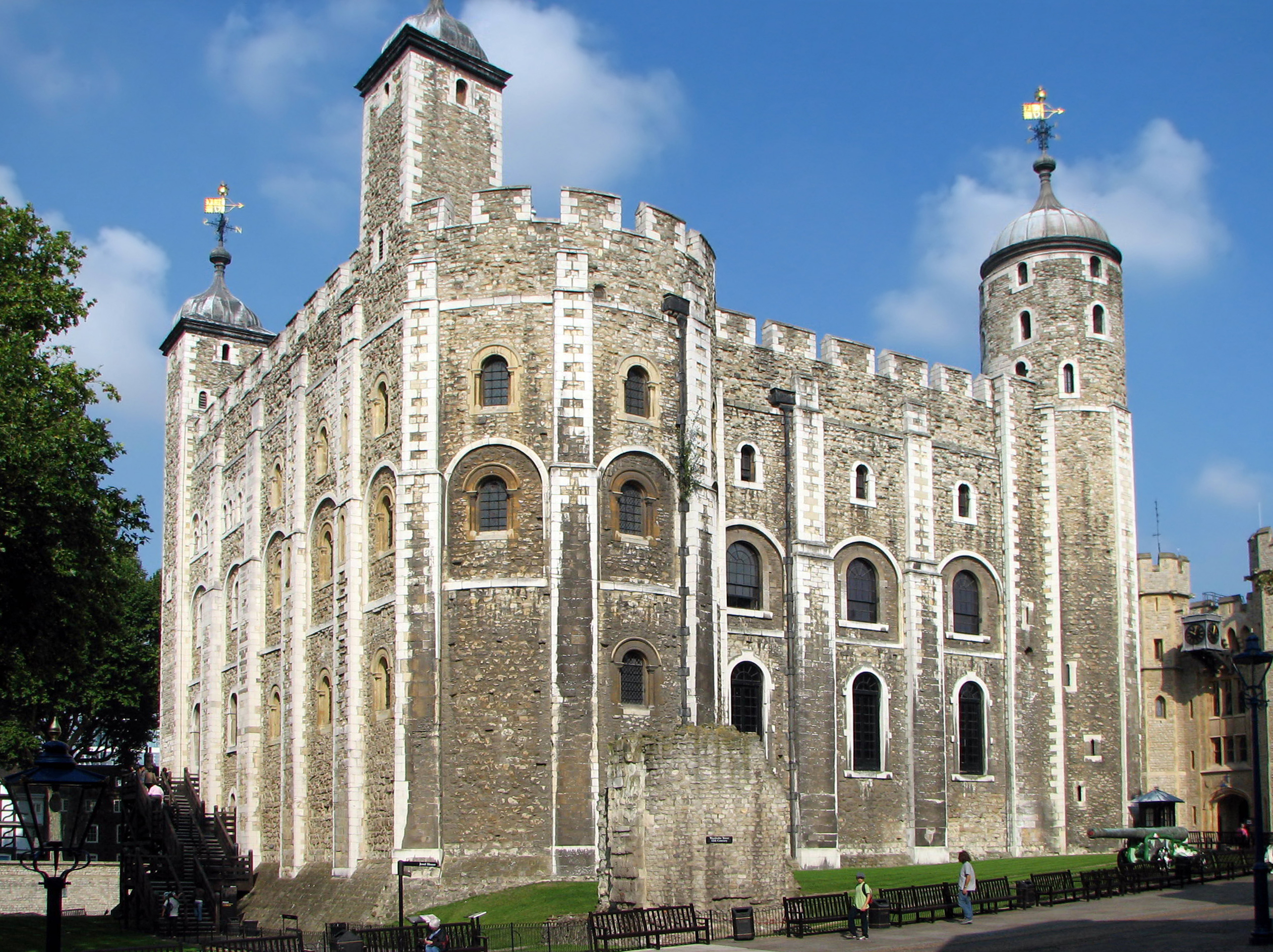
ロンドン塔

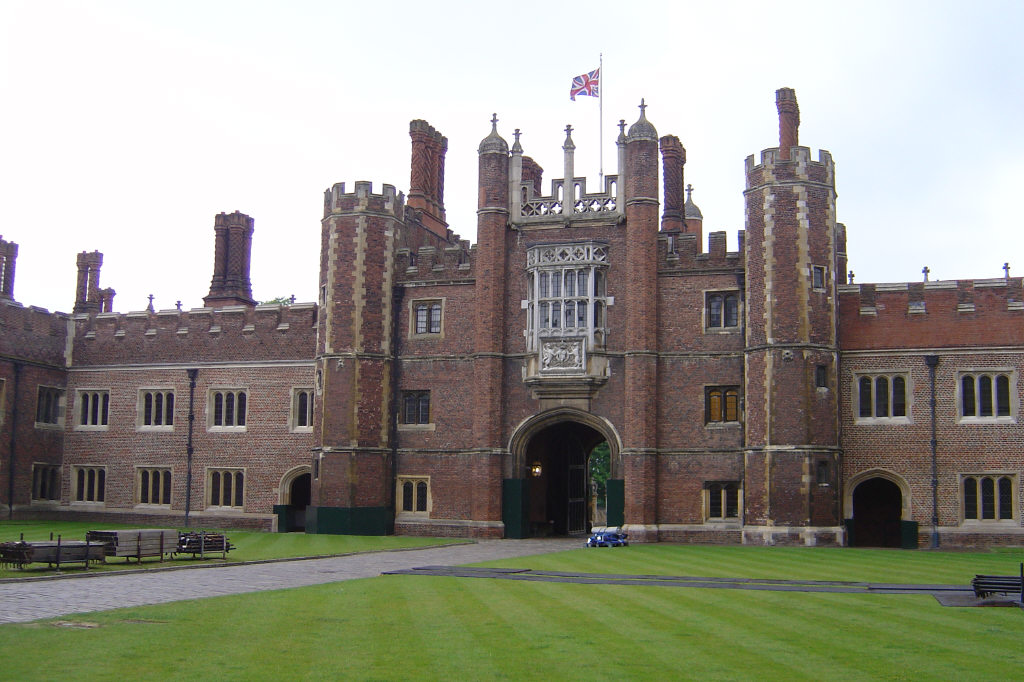
ハンプトン・コート・シャー宮殿

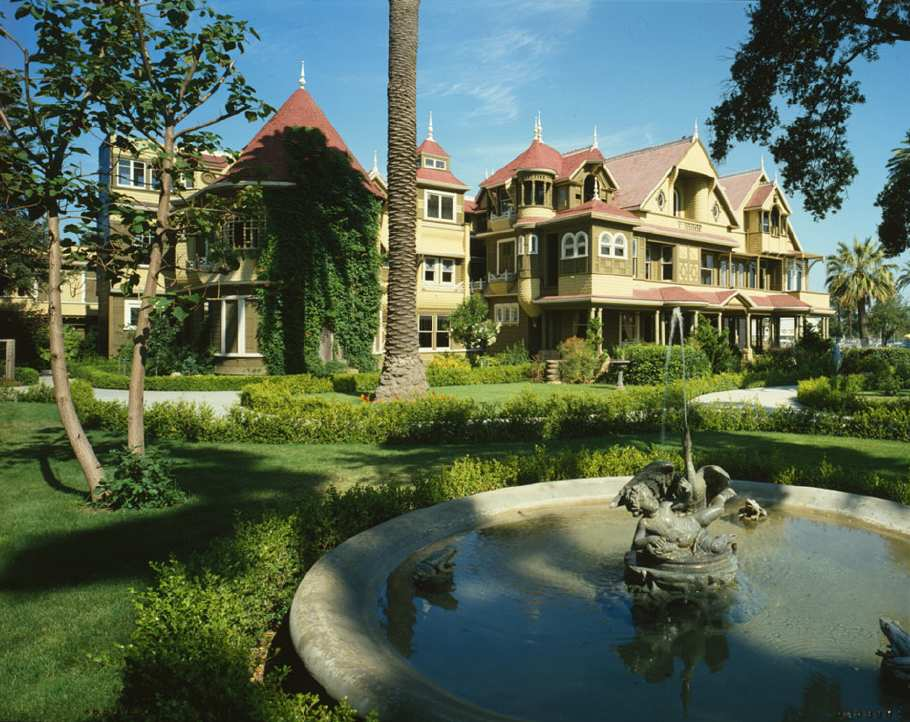
このウィンチェスター家の建物も幽霊が出没すると言われている。

## 概要
幽霊屋敷とは幽霊が出ると言われている屋敷のことである。「屋敷」というのは、第一義として、家が建っているひと区切りの土地のことで、土地に家屋を含んで指す言葉である。
「屋敷」の意味は、単に、家とそれが建っている一区画の土地、という意味であり、大きな家や邸宅、館（やかた）を示すこともあれば、小さな家の事を示す場合もある。よって、幽霊屋敷と言えば幽霊が出ると言われる小さな家（あるいは小さな家と小さな庭）である可能性はある。
最近では、「幽霊屋敷」をかなり広義に解釈して、いわゆる人が住む「家」ではなく、幽霊が出ると言われる建物全般まで指すような使われ方もしている。例えば、幽霊が出るとされる病院・工場・オフィスビル等々も指すことがある。

### 世界的に有名な幽霊屋敷
幽霊が出没するとされる建物は世界各地に存在している。イギリスのボーリー牧師館 、ロンドン塔、ヘンリー8世の王宮であるハンプトン・コート・シャー宮殿、キラキー邸、バークリー・スクエア50番地、アメリカ合衆国のウィンチェスター・ミステリー・ハウス、マダム・ラローリー邸などが特に有名である。また米国のホワイトハウスにも幽霊がいくつか出没すると長らく噂されている（後述）。日本の総理大臣公邸にも幽霊出没説があり、国会で取り上げられたこともある。

### イギリス人の幽霊屋敷に対する情熱
幽霊が出没することを英語では「haunted ホーンテッド」と言い、幽霊が出没する建物は「ホーンテッド・ハウス」「ホーンテッド・マンション」などと言う。イギリスでは、今日でも幽霊が現れる建物が多数存在しており、歴史的に由緒がある建物などでは、歴史上の人物が幽霊として現れることがある。イギリス人たちは、無類の幽霊好きで、自分の家に幽霊が出ることを自慢しあう。幽霊ファンのような層が存在し、幽霊見学ツアーなどが行われている。近代の心霊研究もイギリスを中心に発展したが、その理由は、ひとつには、イギリス人の気質が知的な探究心旺盛なため、幽霊が現れるとされれば、それを怖がったりせず、積極的に知的に調べてみたがるため、とも言われている。
幽霊を自分の目で見てみたいと思っているイギリス人も多いので、イギリスでは幽霊が出るとの評判が高い住宅・物件は、通常の物件よりもむしろ高価で取引されていることもある。日本では、幽霊が出る建物となると、悪い噂になるなどと考えて、ひた隠しにしようとしてしまう傾向があるのとは、対照的である。
日本でも幽霊が出ると言われている廃屋や廃病院などが注目を浴びる事があり、怖い物見たさで現地を訪れる人々もいる。ただし、個人や法人の所有地・所有物であり、そうした場所に無許可で侵入するのは法的には違法行為ともされ、また管理や手入れが悪い所であれば事故につながる恐れもあるので、面白半分の探訪は諌められることもある。
これらの建築物を題材とした創作物が多数存在する（後述）。

## ホワイトハウスと幽霊

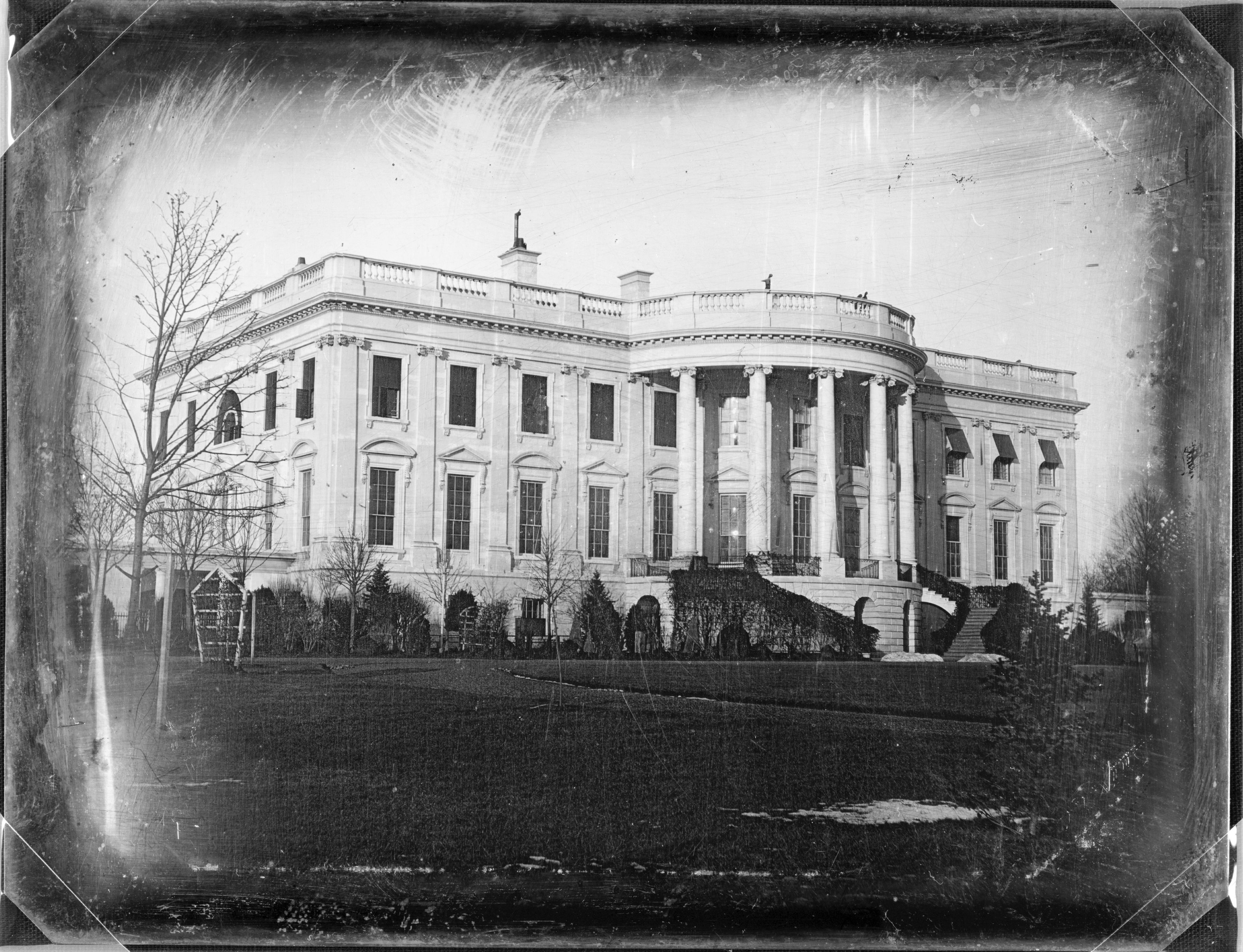
ホワイトハウス（1846年）

ホワイトハウスは何人もの亡霊が現れる幽霊屋敷だという噂がある。古い幽霊は18世紀末まで遡る。ホワイトハウスは1800年、第2代大統領ジョン・アダムスの時代に完成したが米英戦争のさなかにイギリス軍によって焼かれ、再建することになり焦げた外壁を白く塗りつぶしたためホワイトハウスと呼ばれるようになった。アダムズ大統領夫人のアビゲイルはホワイトハウスが汚れていたためいつでも掃除をしていたが、死後もしばしば幽霊となって掃除に現れたという。次は、第4代大統領ジェームズ・マディソンの夫人ドリーにまつわるもので、ウッドロウ・ウィルソンの夫人エディスがホワイトハウスのバラ園の場所を移そうとした時、仕事を請け負った庭師の前に現れたという。なかでも第16代大統領エイブラハム・リンカーンにまつわる幽霊は特に有名で、第30代大統領カルビン・クーリッジの夫人グレースは、大統領執務室の窓のところに立つリンカーンを見たし、ホワイトハウスに滞在したオランダのウィルヘルミナ女王もホワイトハウスの寝室でリンカーンの亡霊を見たので、それをフランクリン・ルーズベルト大統領に話したところ、ルーズベルト夫人や秘書もリンカーンの亡霊を見たと述べたという。

## 諸見解
2005年ギャラップ社がアメリカ合衆国、カナダ、イギリスの人々を対象に調査を行ったところ、それぞれ37%、28%、40%の人々が幽霊屋敷が実在すると考えていた。この数字は他の超常現象の実在を信じるとする数字よりも大きい。

## 関連文献
- 石原孝哉『幽霊(ゴースト)のいる英国史』集英社新書、2003、ISBN 4087201961
- 中岡俊哉『私は幽霊を見た 体験者は語る』潮文社、1995、ISBN 4806301418
- 三木孝祐『「幽霊見たい」名所ツアー―日本全国99のミステリー・スポット』二見文庫、1998、ISBN 4576981110
- 三木孝祐『幽霊がいる場所、教えます』竹書房、2007、ISBN 4812432413